# دیمون سانسوم
دیمون سانسوم (انگلیسی: Damon Sansum؛ زادهٔ ۱۸ فوریه ۱۹۸۷) یک تکواندوکار اهل انگلستان است. 
از افتخارات وی میتوان به کسب مدال نقره وزن ۸۰ کیلوگرم در مسابقات جهانی تکواندو ۲۰۱۵ اشاره کرد.